# 제이미 로즈

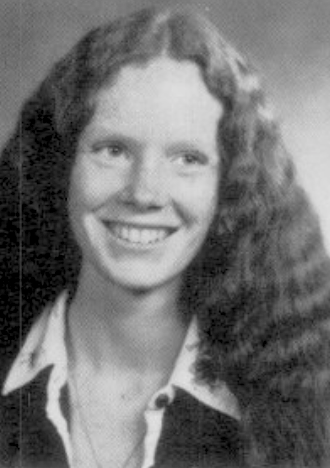

제이미 로즈(Jamie Rose, 1959년 11월 26일 ~ )는 미국의 배우이다.
뉴욕에서 태어났다.

## 출연 작품
- 더 파더 앤 더 베어 (2016년)
- 루트 30, 쓰리! (2014년)
- 일리언 (2009년)
- 홀리데이 인 더 선 (2001년)
- 더 테스트 오브 러브  (1999년)
- 마이 선 이즈 이노센트 (1996년)
- 로빈 쿡의 끝 (1996년) - 쉬러 애덤슨 역
- 생존 게임 (1996년)
- 서부의 건맨 (1991년)
- 마약 전쟁 (1991년)
- 미녀 결사대 (1989년)
- 블루 썬 특급 (1985년)
- 연쇄 살인 (1984년)
- 비통한 사람들 (1984년)
- 생사의 여객기 (1984, Flight 90: Disaster on the Potomac)

### 텔레비전
- 호텔 - 시리즈 (1983년)
- 달리는 사이먼 (1981년)
- 시카고 메디컬 (1994년)
- 시티 레인져 (1993년)
- 레니게이드 (1992년)
- 두 남자와 1/2 시즌5 (2007년) - 슬로안 제이고브 역